# よりみちバス
よりみちバスは、福岡県久留米市都市建設部交通政策課の所管により、久留米市内の旧北野町域と旧城島町域を中心に運行しているコミュニティバスである。

## 概要
バス停留所から遠く離れているなどの理由で公共交通を利用しにくい地域の移動手段として、2014年（平成26年）度久留米市地域公共交通会議以降、検討にかけられ、2014年8月号の広報誌で導入が発表されたのち、2015年12月18日より旧北野町域、2016年3月1日より旧城島町域で運行されている。
地域の各集落と地域内の公共施設、商業施設、医療施設、鉄道駅、西鉄駅、西鉄バス停留所に停留所が設置されている。全便ともあらかじめ決められた時刻と経路で運行し、一部の停留所は乗客からデマンドがあったときのみ経由する。10人乗り（乗客定員9人）1BOX車のジャンボタクシー車両を使用する乗合タクシーである。
西鉄グループは運行業務を行っていないが、西鉄の定期券で運賃が割引になるほか、一日乗車券で西鉄バスにも乗車できるなど、西鉄電車・西鉄バスとの乗り継ぎの利便性が考慮されている。

### 運賃
いずれも200円均一で前払い。小学生・未就学児と、各種障害者手帳・運転履歴証明書所持者は半額の100円（保護者同伴の未就学児は無料）。また、運行地域内発着で有効期間内の西鉄電車・西鉄バス定期券や、有効期間内のグランドパス65を提示した場合も100円となる。
運行地域内の全線で利用可能な一日乗車券がある（300円）。この一日乗車券は運行区域内の西鉄バスでも利用できる。

## 路線
以下の2路線。いずれも日祝日および盆（8月13日-15日）・年末年始（12月31日-1月3日）は運休する。

### 北野町よりみちバス「コスモス号」

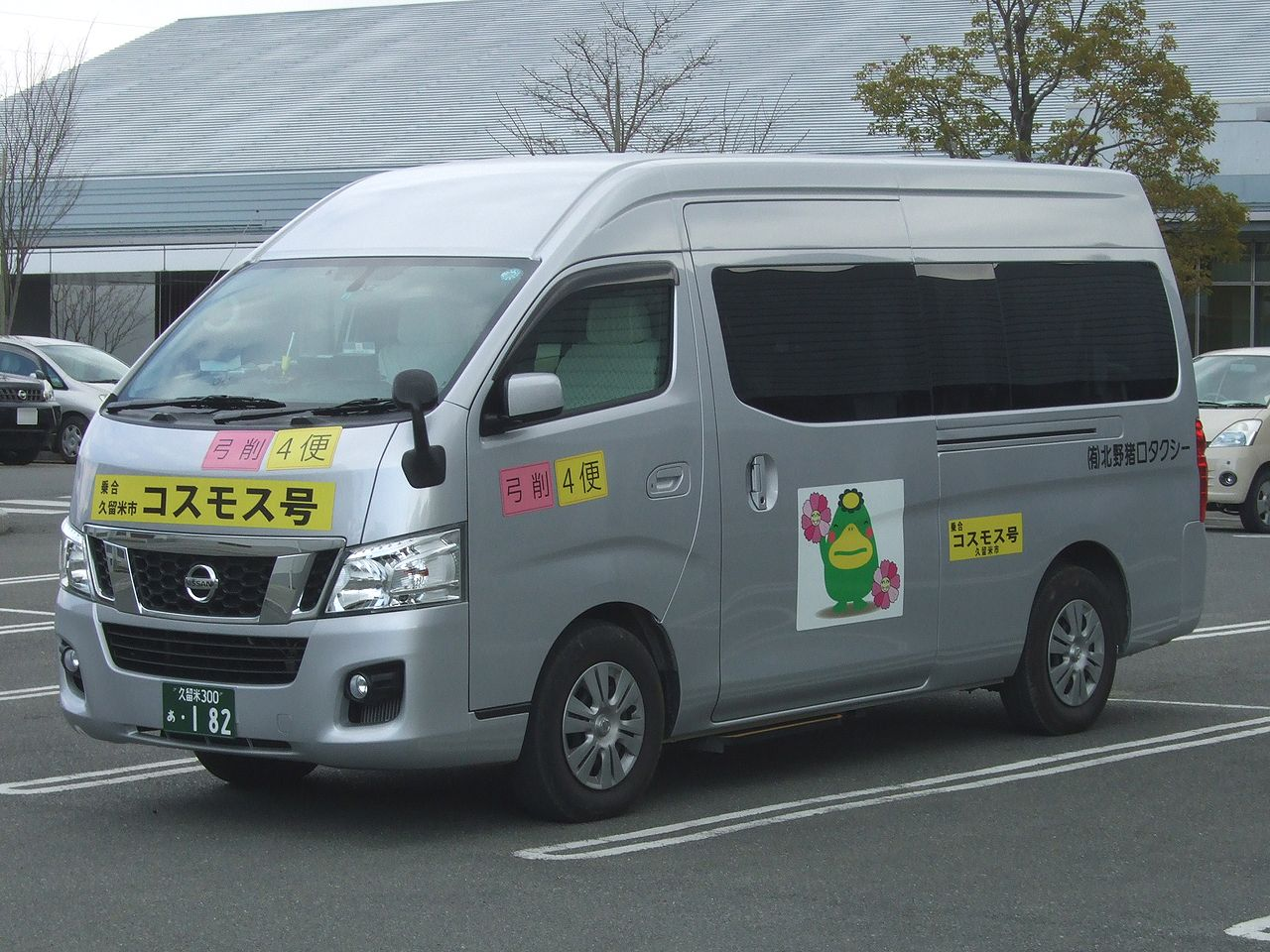
車両

主に北野地域（旧北野町域）内で運行するコミュニティバスで、北野猪口タクシーが運行する。
旧北野町域の各小学校校区ごとにエリアが分けられており、主に大城小学校校区内を運行する大城便、金島小学校校区内を運行する金島便、北野小学校校区内を運行する北野便、弓削小学校校区内を運行する弓削便がある。いずれも基本的には各エリア内での運行であるが、便によってはエリア外へ出て運行する便もある。また、各種施設へのアクセスのため、北野地域外の善導寺地区や大刀洗町にも路線がある。
月・水・金曜日は大城便8本と金島便9本が運行される。火・木・土曜日は北野便6本と弓削便11本が運行される。
西鉄甘木線古賀茶屋駅・北野駅・大城駅・金島駅・大堰駅のいずれかの駅発着の定期券か、西鉄バス久留米22番北野線の北野地域内のバス停発着の定期券を提示することにより、運賃が割引となる。「コスモス号」の一日乗車券で西鉄バス北野線の石崎 - 造出間にも乗車できる。
愛称名の「コスモス号」は旧北野町の町花で現在の久留米市の市花であるコスモスにちなむ。
- 2015年12月18日 - 運行開始。
- 2017年4月1日 - ダイヤ改正により路線変更。一部区間でフリー乗降制を導入。

#### 停留所一覧
以下に基本的な主要停車地を記載する。発着地・経由地は便により異なり、エリア外に発着する便や、エリア内の一部の区間のみ運行する便もある。
大城便
プラザ善導寺（サニー善導寺店） → 船端集落センター → 大城ますかげセンター → 土居集落センター → 日比生宮司集落センター → 筒井公民館前 → 大城駅 → 赤司1区公民館 → 大城駅 → 大城ますかげセンター → プラザ善導寺（サニー善導寺店）
金島便
大城ますかげセンター - 筒井公民館前 - 金島駅前 - 安永公民館前 - 神代病院 - かなくり広場 - 大堰駅 - Aコープ大刀洗店
北野便
古賀茶屋駅 → 十郎丸公民館 → 北野体育センター前 → 高良 → 北野体育センター前 → 北野天満宮 → コスモすまいる北野 → 北野駅・生涯学習センター入口 → 千代島公民館 → 中島公民館 → 大城ますかげセンター → 陣屋第一 → 北野駅・生涯学習センター入口 → 北野天満宮 → 北野体育センター前 → 高良 → 十郎丸公民館 → 古賀茶屋駅
弓削便
コスモすまいる北野 → 北野体育センター前 → 高良 → 弓削コスモス館 → 高良 → 北野体育センター前 → 高良 → 石崎公民館前 → 上弓削公民館 → 石崎公民館前 → 高良 → 北野体育センター前 → 蒲池医院 → コスモすまいる北野

### 城島町よりみちバス「インガット号」
主に城島地域（旧城島町域）内で運行するコミュニティバスで、丸金タクシーが運行する。
主に城島小学校校区南西部・同北部・下田・江上小学校校区を運行するA便と、城島小学校校区東部・西部・青木・浮島小学校校区を運行するB便がある。いずれも便によってはエリア外へ出て運行する便もある。また、各種施設へのアクセスのため、城島地域外の三潴地区（旧三潴町域）や佐賀県みやき町にも路線がある。
月・水・土曜日はA便8.5往復が運行される。火・木・金曜日はB便8往復が運行される。
西鉄天神大牟田線犬塚駅発着の定期券か、城島地区内・下林・江見バス停発着の定期券を提示することにより、運賃が割引となる。「インガット号」の一日乗車券で西鉄バス大善寺線の上城島 - 下林間にも乗車できる。
2016年3月1日運行開始。

#### 停留所一覧
以下に基本的な主要停車地を記載する。発着地・経由地は便により異なり、大半の便は以下に示した区間の一部のみ運行する。
A便
アスタラビスタ三根店 - 江見 - 両国橋 - 下田校区コミュニティセンター - 中小路住宅 - 城島ふれあいセンター - 城島新町 - 城島総合支所 - アスタラビスタ城島店 - 青木団地 - あおき温泉 - 江上校区コミュニティセンター - 千代島 - 萬年内科 - 犬塚駅 - ゆうゆう（三潴総合福祉センター）
B便
西青木天満宮 - 下青木第1 - 富田病院 - 青木校区コミュニティセンター - あおき温泉 - 青木団地 - アスタラビスタ城島店 - 城島総合支所 - 城島新町 - 大依 - 萬年内科 - 犬塚駅 - ゆうゆう（三潴総合福祉センター）
西ノ島 - 浮島校区コミュニティセンター - 青木島 - 富田病院 - （この間上記と同一経路） - ゆうゆう（三潴総合福祉センター）